# جبل تهوا
جبل تهوي جبل تهوى، يقع في الجنوب الشرقي وتحديداً «مركز خاط» التابع لمحافظة المجاردة في منطقة عسير في السعودية. يبلغ ارتفاعه حوالي 1,600 متر (5,249 قدم) فوق سطح البحر. وتقع في الجهة الشرقية منه قرية (رهوة آل صميد) والتي تُعد من أجمل المناطق السياحية، كما يوجد أسفل الجبل وادي (السليل) الذي يشتهر بكثافة أشجاره ووفرة مياهه ومن الجهة المقابلة له قرية. ال شغيب القف التي تشتهر بكثافة اشجارها وطبيعتة الخلابة .